# Last Man Standing (1996)
Last Man Standing (no Brasil: O Último Matador / em Portugal: O Último a Cair) é um filme norte-americano de 1996 do gênero ação. Dirigido por Walter Hill e protagonizado por Bruce Willis, é baseado no filme japonês Yojimbo de 1961 de Akira Kurosawa.

## Elenco
- Bruce Willis ... John Smith
- Bruce Dern ... Ed Galt
- William Sanderson ... Joe Monday
- Christopher Walken ... Hickey
- David Patrick Kelly ... Doyle
- Karina Lombard ... Felina
- Michael Imperioli ... Giorgio Carmonte
- Ken Jenkins ... Tom Pickett
- Leslie Mann ... Wanda

## Sinopse
Em 1930, a pequena cidade texana de Jericho, a 80 quilômetros da fronteira mexicana, recebe a visita de John Smith (Bruce Willis), um pistoleiro sem consciência e sem rumo. A cidade é controlada por dois sindicatos do crime, o italiano liderada por Fredo Strozzi (Ned Eisenberg) e o irlandes liderada por "Sr. Doyle" (David Patrick Kelly). Os dois sindicatos brigam pelo controle da bebida ilegal contrabandeada do México. 
No meio desta disputa, Smith percebe a oportunidade de jogar uma gangue contra a outra e ganhar uma bolada de dinheiro como matador de aluguel.